# William Thompson (général)
Pour les articles homonymes, voir Thompson et William Thompson.
William Thompson (5 juillet 1735 – 3 septembre 1781) est un militaire de Pennsylvanie, brigadier-général dans l'Armée continentale, qui a servi lors de la Guerre d'indépendance des États-Unis.

## Biographie
Thompson est né en Irlande. Il émigre à Carlisle en Pennsylvanie. Durant la Guerre de la Conquête, il a le grade de capitaine, pendant l'expédition Kittanning, sous les ordres de John Armstrong.
Après que la nouvelle de la bataille de Bunker Hill fut connue en Pennsylvanie, il est promu colonel d'un bataillon d'infanterie et est envoyé dans la province de la baie du Massachusetts, pour défendre Boston. Son unité est connue sous le nom du Thompson's Pennsylvania Rifle Battalion, ou le 1st Pennsylvania Regiment (en). Après que sa compagnie ait repoussé un débarquement britannique, le 9 novembre 1775, il est promu brigadier-général, au grand déplaisir de George Washington, qui doutait de ses capacités.
Il est envoyé dans la province de Québec en 1776, pour renforcer l'armée. Il est capturé lors de la bataille de Trois-Rivières, le 8 juin 1776. Il est rapidement libéré sur parole, mais n'est échangé que quatre années plus tard contre Friedrich Adolf Riedesel, ce qui l'empêcha de reprendre sa carrière militaire. Il blâme Thomas McKean d'avoir retardé sa libération. Ses requêtes étaient devenues si acrimonieuses qu'il reçut une motion de censure du Second Congrès continental et qu'il fut poursuivi pour diffamation par McKean.
Il se marie avec Katherine Ross, la fille de George Ross, signataire de la Déclaration d'indépendance des États-Unis pour la Pennsylvanie. Mais il meurt peu de temps après, à Carlisle.
La rue Thompson, dans le quartier de Greenwich Village à New York a été nommée en son honneur.